# Indianelm/smalelm
Indianelm/smalelm (Elymus trachycaulus) är en gräsart som först beskrevs av Heinrich Friedrich Link, och fick sitt nu gällande namn av Gould och Lloyd Herbert Shinners. Enligt Catalogue of Life ingår Indianelm/smalelm i släktet elmar och familjen gräs, men enligt Dyntaxa är tillhörigheten istället släktet elmar och familjen gräs. Arten förekommer tillfälligt i Sverige, men reproducerar sig inte. Inga underarter finns listade i Catalogue of Life.

## Bildgalleri

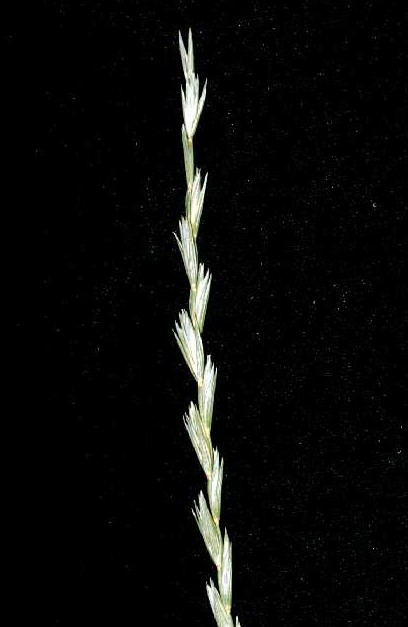